# Ševarice
Ševarice (izvirno srbsko Шеварице) je naselje v Srbiji, ki upravno spada pod Mesto Šabac; slednja pa je del Mačvanskega upravnega okraja.

## Demografija
V naselju živi 1064 polnoletnih prebivalcev, pri čemer je njihova povprečna starost 42,3 let (41,6 pri moških in 43,1 pri ženskah). Naselje ima 391 gospodinjstev, pri čemer je povprečno število članov na gospodinjstvo 3,35.
To naselje je, glede na rezultate popisa iz leta 2002, večinoma srbsko.
|  |

| Demografija | Demografija     | Demografija     |
| Leto        | Št. prebivalcev | Št. prebivalcev |
| ----------- | --------------- | --------------- |
|             |                 |                 |
|             |                 |                 |
|             |                 |                 |
|             |                 |                 |
| 1948        | 1648            |                 |
| 1953        | 1668            |                 |
| 1961        | 1640            |                 |
| 1971        | 1582            |                 |
| 1981        | 1458            |                 |
| 1991        | 1295            | 1267            |
| 2002        | 1328            | 1308            |
|             |                 |                 |

| Etnična sestava po popisu iz leta 2002 | Etnična sestava po popisu iz leta 2002 | Etnična sestava po popisu iz leta 2002 | Etnična sestava po popisu iz leta 2002 | Etnična sestava po popisu iz leta 2002 |
| -------------------------------------- | -------------------------------------- | -------------------------------------- | -------------------------------------- | -------------------------------------- |
| Srbi                                   | Srbi                                   |                                        | 1.267                                  | 96,86%                                 |
| Romi                                   | Romi                                   |                                        | 20                                     | 1,52%                                  |
| Nemci                                  | Nemci                                  |                                        | 2                                      | 0,15%                                  |
| Črnogorci                              | Črnogorci                              |                                        | 1                                      | 0,07%                                  |
| Hrvati                                 | Hrvati                                 |                                        | 1                                      | 0,07%                                  |
| Muslimani                              | Muslimani                              |                                        | 1                                      | 0,07%                                  |
| Makedonci                              | Makedonci                              |                                        | 1                                      | 0,07%                                  |
| Neznano                                | Neznano                                |                                        | 11                                     | 0,84%                                  |